# 마무라스
마무라스(알바니아어: Mamurras)는 알바니아 북서부의 레저 주에 위치한 코뮌이자 과거 지방자치체이다. 2015년 지방 정부 개혁에 따라 쿠르빈 지방자치체의 하위 구역(코뮌)이 되었다. 2023년 인구 조사에 따르면 인구는 11,442명이다. 이 도시는 지중해에서 8 킬로미터 (5.0 mi) 떨어져 있다.